# Ede och Byn
Ede och Byn är en bebyggelse väster om Borgsjön i Ånge kommun. Mellan 2015 och 2020 och från 2023 avgränsade SCB här en småort.